# Теклівка (Чортківський район)
Теклі́вка — село в Україні,  у Копичинецькій міській громаді Чортківського району Тернопільської області. Розташоване на річці Нічлавці. Підпорядковувалося колишній Котівській сільській раді.
Населення — 213 осіб (2007).

## Географія
Село розташоване на відстані 67 км — від обласного центру міста Тернополя на подільській височині в західній частині України.

### Клімат
Теклівка знаходяться в межах вологого континентального клімату із теплим літом, але діяльність людини призводить до поганих змін та глобального потепління. Рівень наповнення річок водою по області становить лише 20 % від необхідного стандарту.

## Історія
Виникло на початку 19 ст. як присілок с. Котівка.
Перша писемна згадка — 1856.
Діяли «Просвіта» та інші товариства.
З 1947 року мешканці села зазнали каральної акції операції «Захід».
З 24 серпня 1991 року село входить до складу незалежної України.
12 червня 2020 року, відповідно до розпорядження Кабінету Міністрів України № 724-р «Про визначення адміністративних центрів та затвердження територій територіальних громад Тернопільської області» увійшло до складу Копичинецької міської громади .
19 липня 2020 року, в результаті адміністративно-територіальної реформи та ліквідації Чортківського району, село увійшло до складу новоутвореного Чортківського району.

## Політика

### Парламентські вибори, 2019
На позачергових парламентських виборах 2019 року у селі функціонувала окрема виборча дільниця № 610256, розташована у приміщенні клубу.
Результати
- зареєстровано 155 виборців, явка 66,45%, найбільше голосів віддано за «Слугу народу» — 41,75%, за «Європейську Солідарність» — 17,48%, за Всеукраїнське об'єднання «Батьківщина» — 15,53%.[3] В одномандатному окрузі найбільше голосів отримав Микола Люшняк (самовисування) — 41,75%, за Ігоря Сопеля (Слуга народу) — 23,30%, за Аллу Стечишин (самовисування) — 12,62%[4].

## Пам'ятки
Є церква святого Володимира Великого (1902, мурована), костел (1892, недіючий).
Споруджено пам'ятник Т. Шевченку (1959).

## Відомі люди

### Народилися
- Ничка Методій Йосипович (1919–1986)  — релігійний та громадсько-політичний діяч, ЧСВВ[5]
- Марцелі Уруський[pl] (1940–2000) — польський електронік, професор Вроцлавської політехніки
- Зіновій Кульчицький (нар. 1963) — український спортсмен-гирьовик.

## Галерея

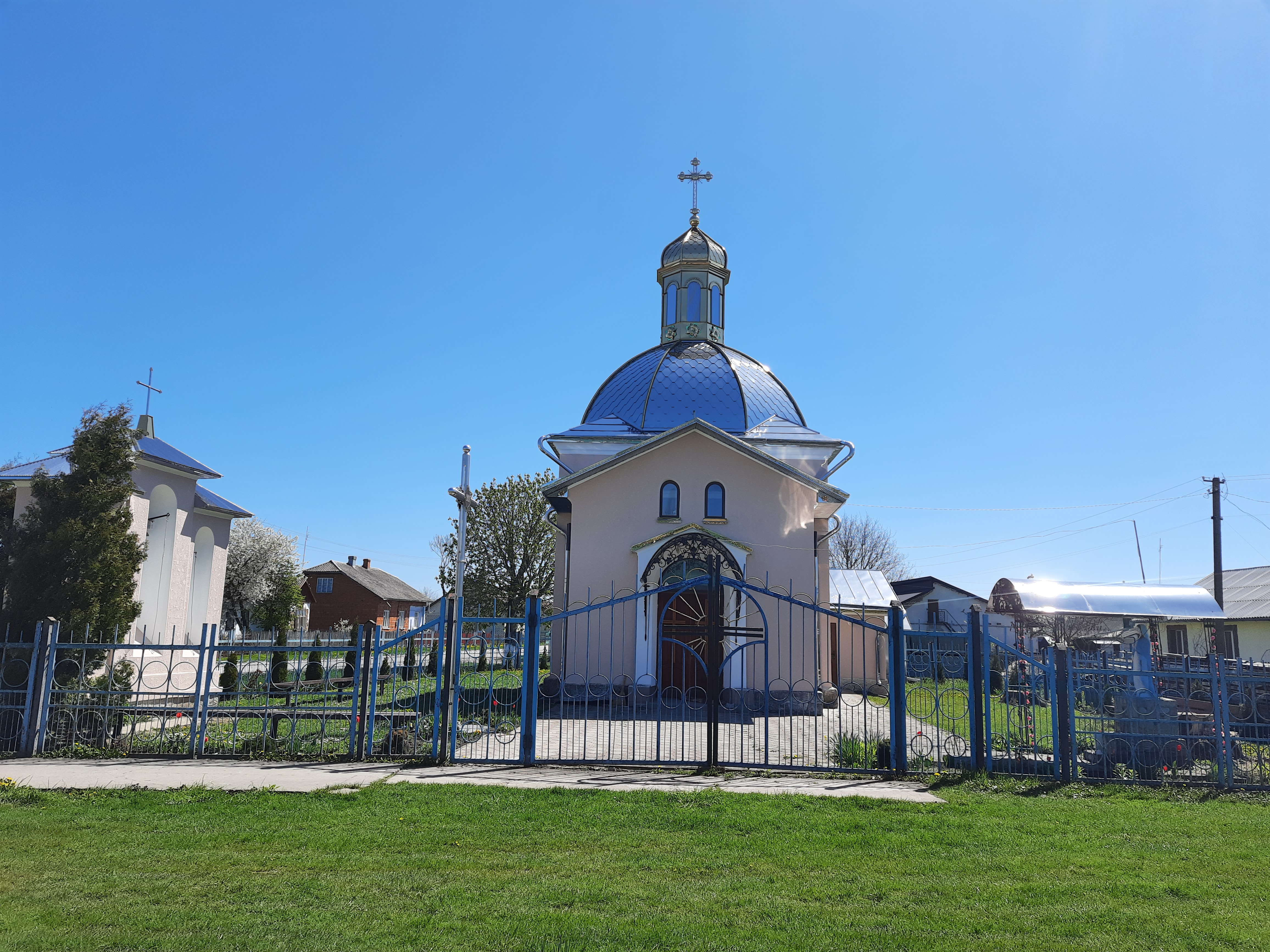
Церква Святого Володимира (1902р)
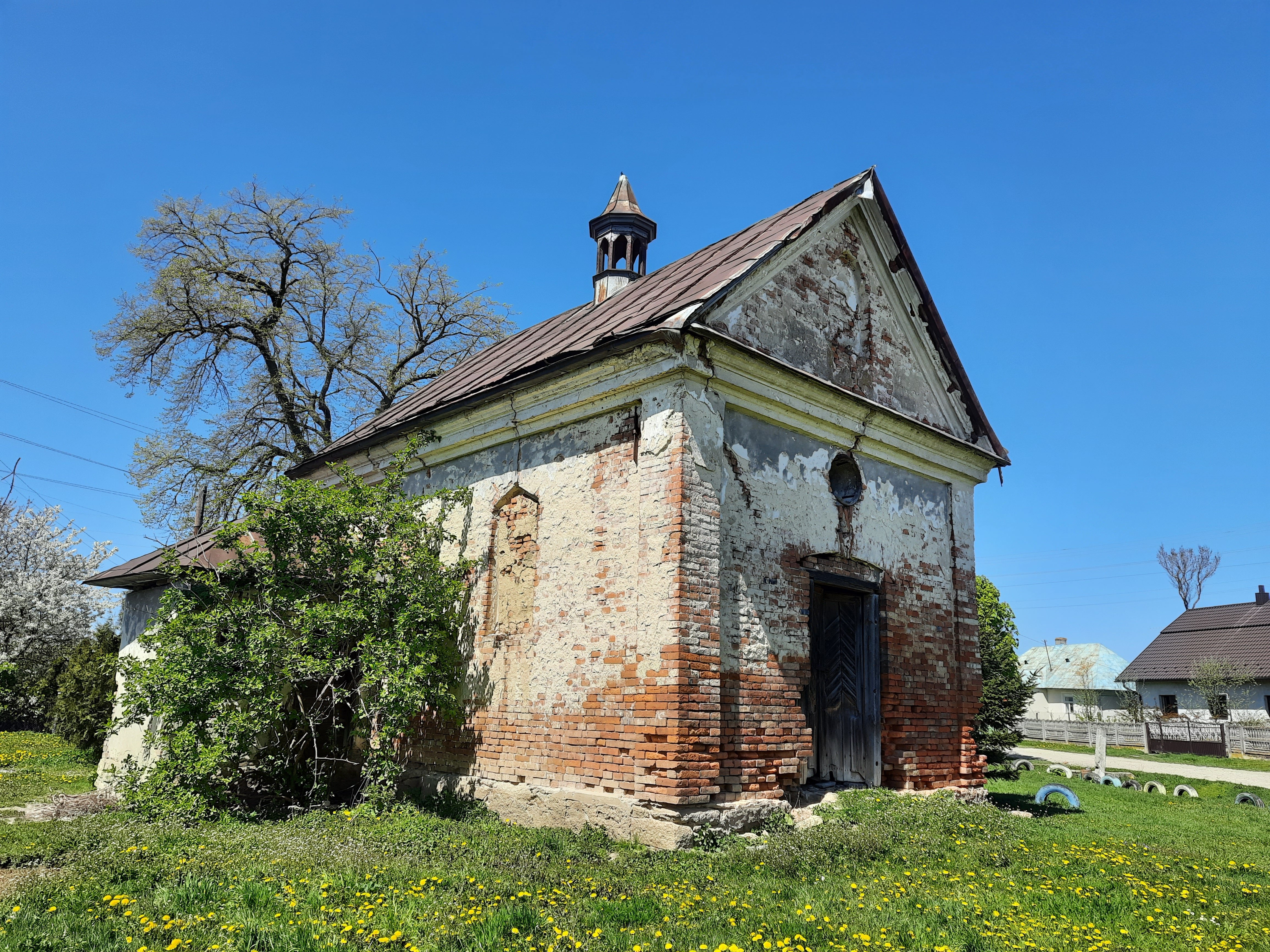
Костел (1892р)
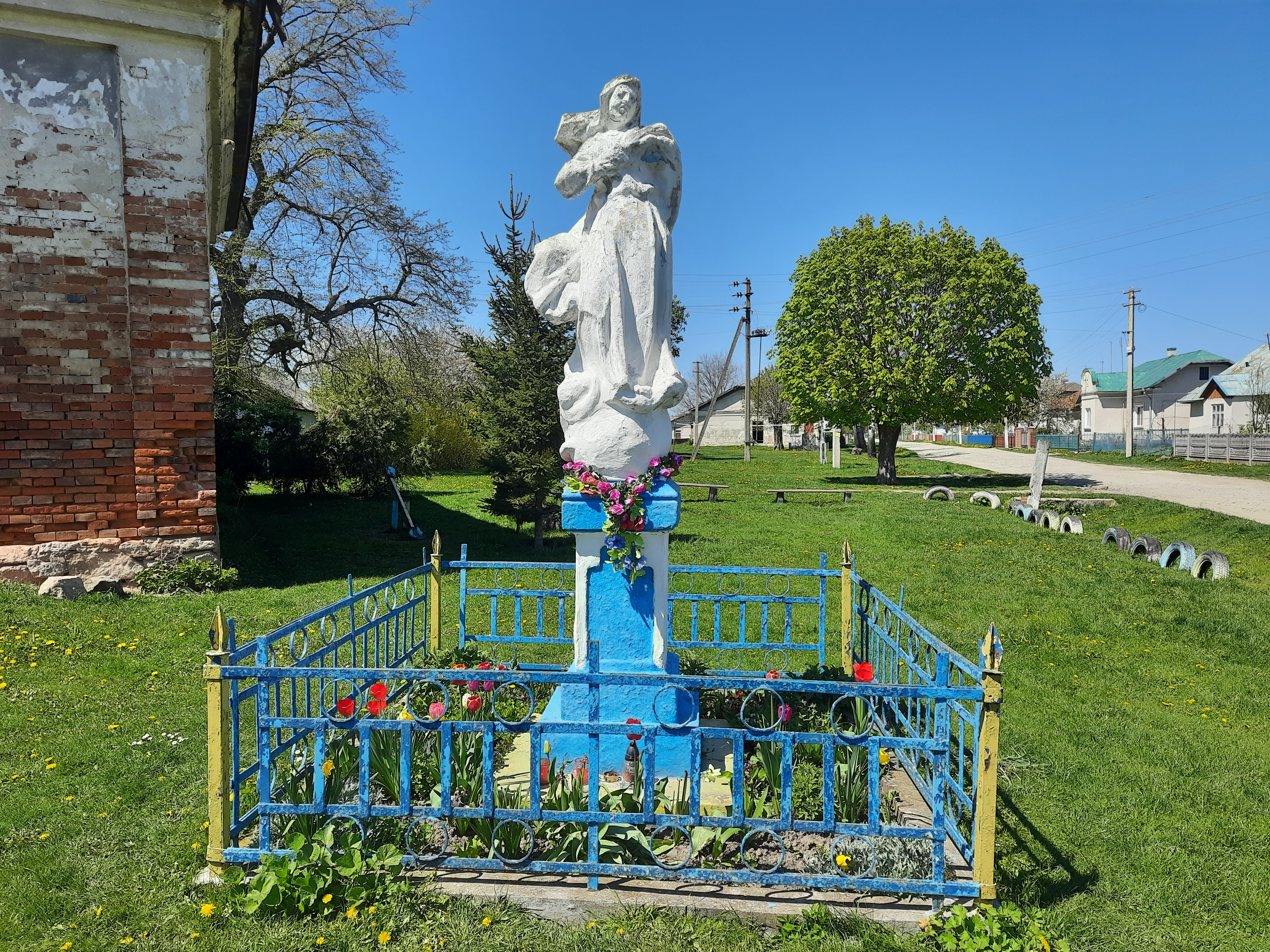
Статуя Божої Матері
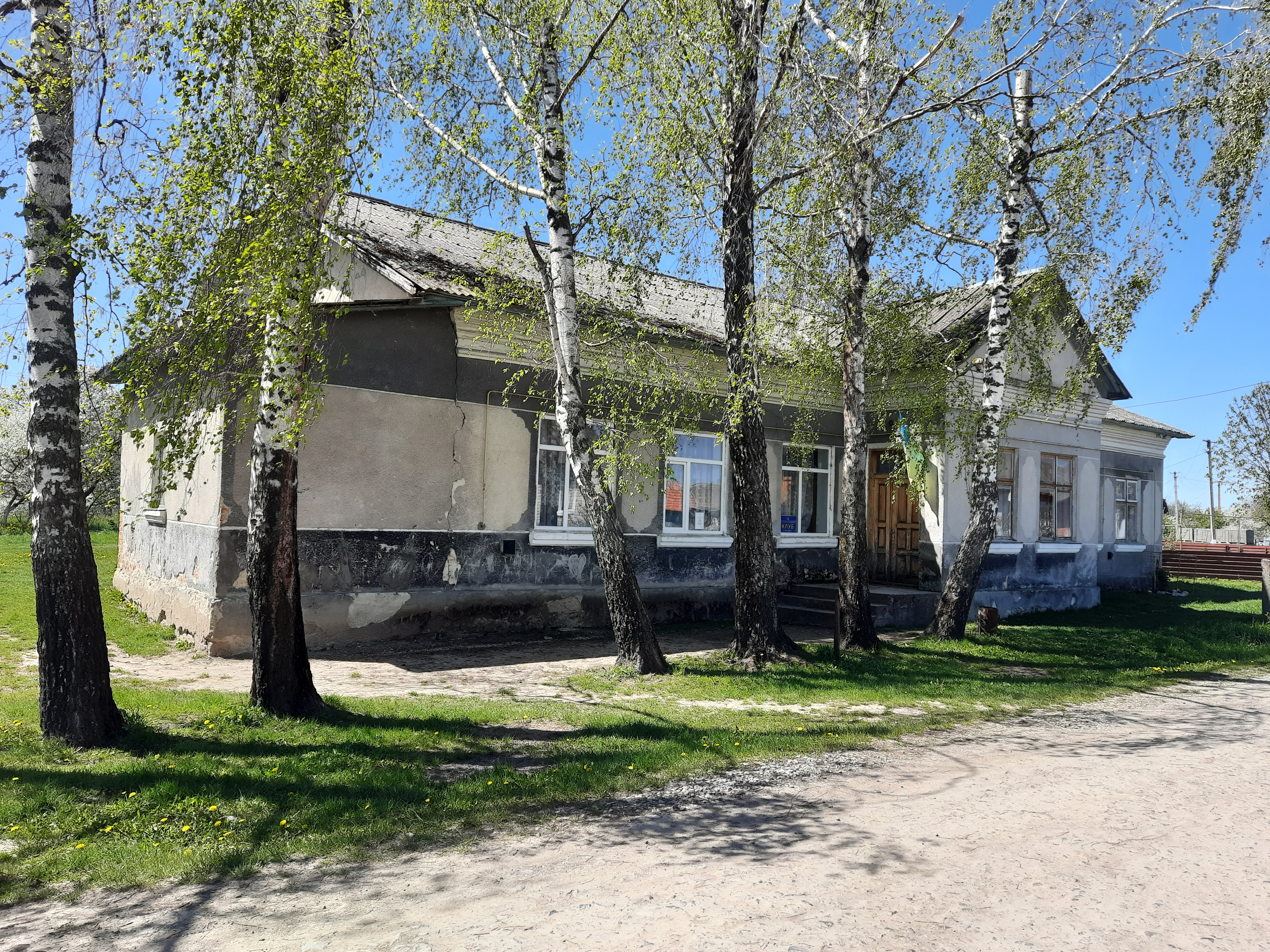
Клуб
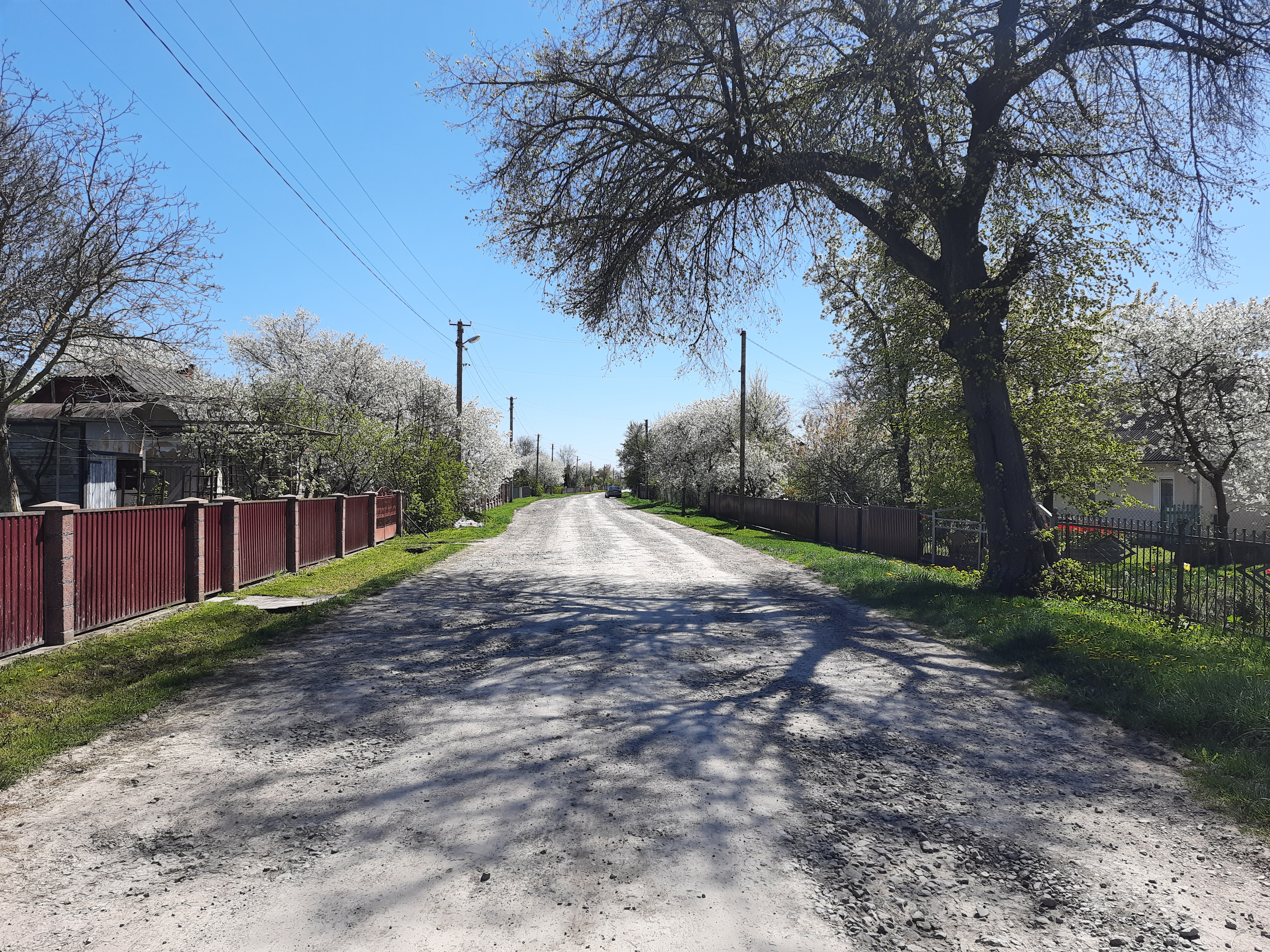
Сільська вулиця
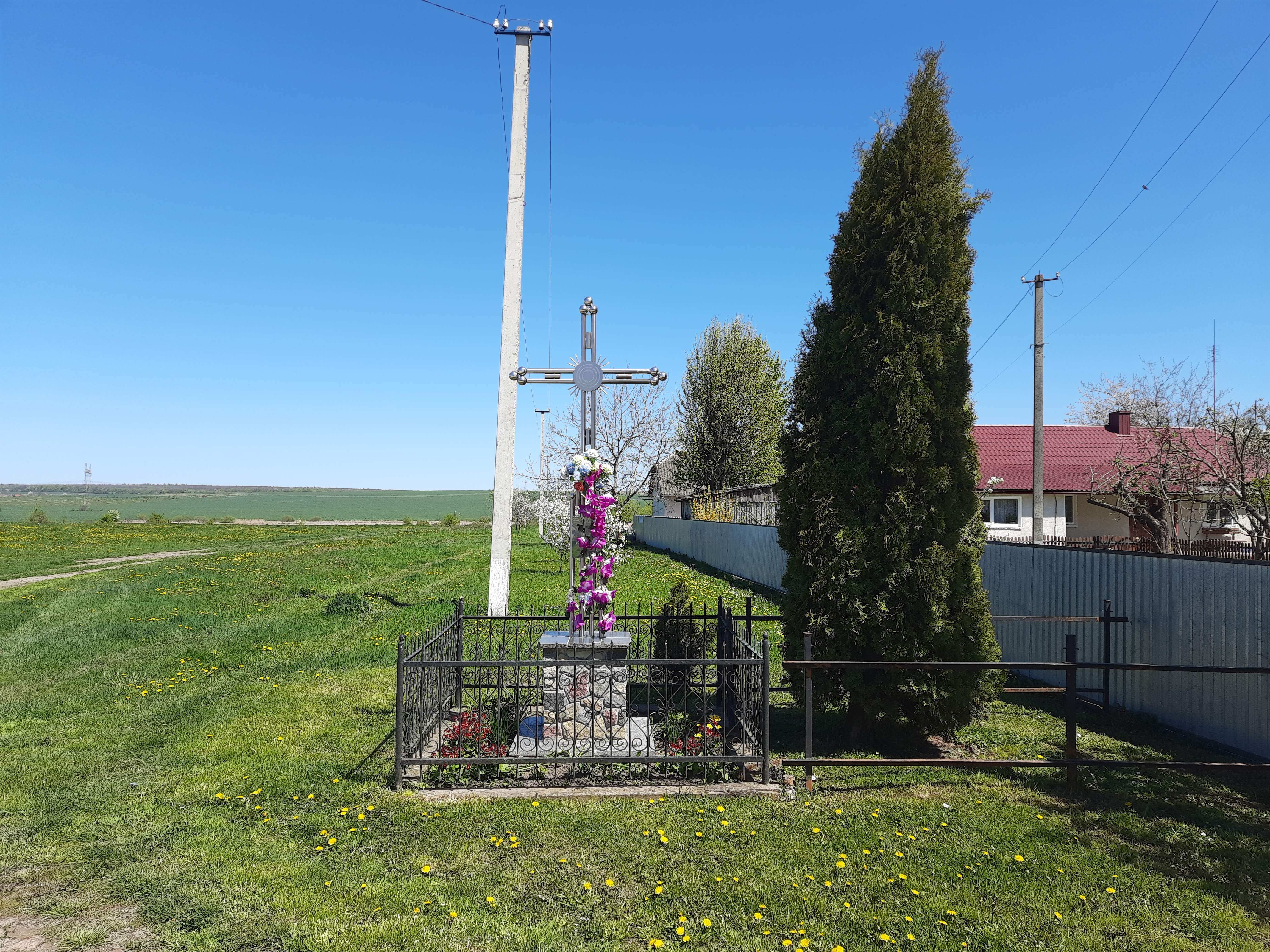
Пам'ятний хрест на околиці села
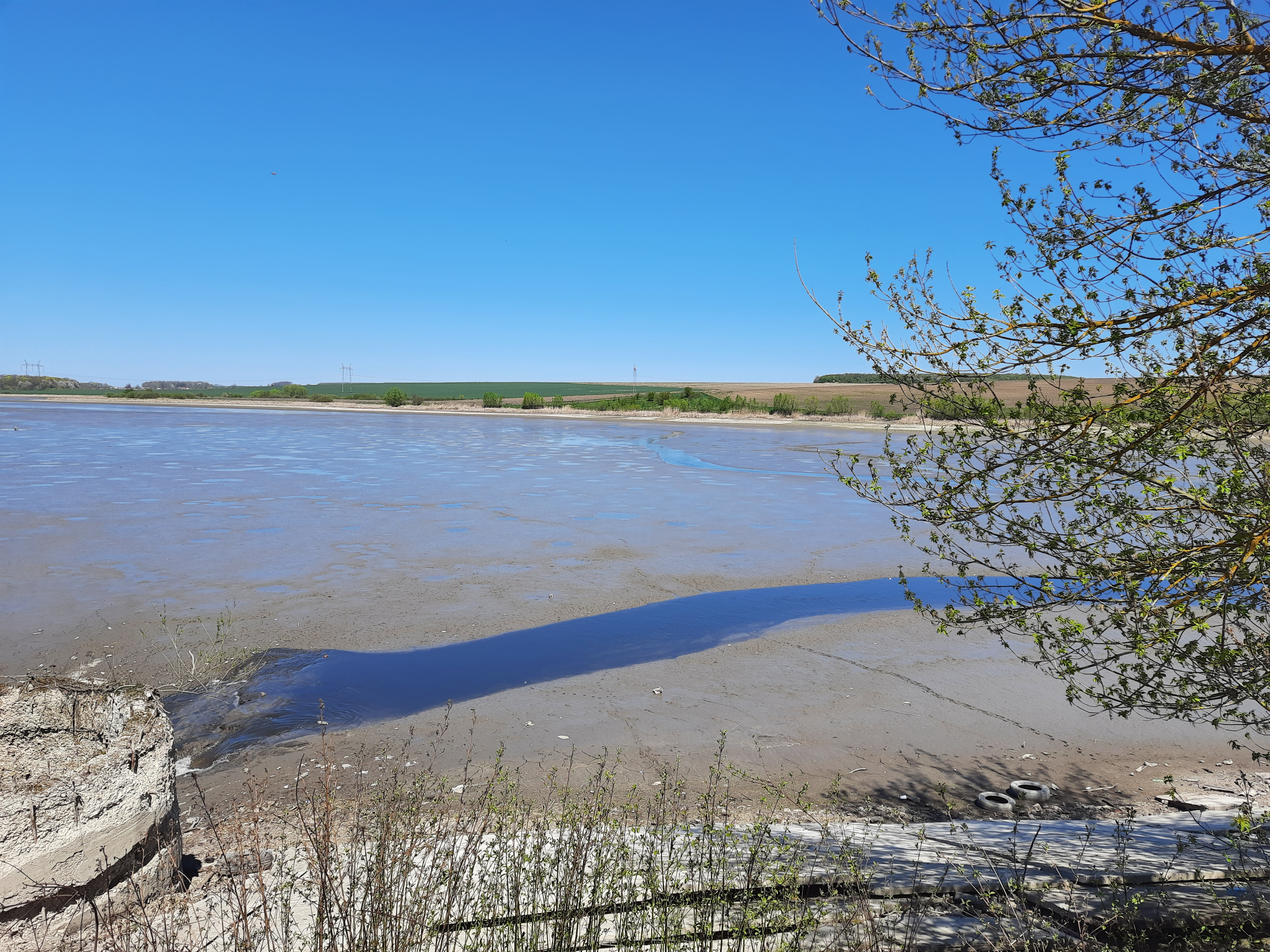
Став біля села